# Adesmia frigida
Adesmia frigida es una especie de planta floral del género Adesmia, tribu Dalbergieae, subfamilia, Faboideae.

## Distribución
Especie nativa de Chile. Crece en el bosque seco.

## Taxonomía
Fue descrita por Phil. y publicada en Fl. Atacam.: 16 (1860).
Etimología
Adesmia: del griego a- (sin) y desme (envoltorio), en referencia a los estambres libres.
frigida: epíteto que significa frío.
Sinónimos homotípicos
- Patagonium frigidum (Phil.) Kuntze in Revis. Gen. Pl. 1: 200 (1891).[1]

Sinónimos heterotípicos
- Adesmia adenophora Phil. in Anales Mus. Nac. Santiago de Chile 1: 16 (1891).[1]
- Patagonium adenophorum (Phil.) Reiche in Fl. Chile 2: 176 (1897).[1]